# Tiinansaari (ö i Birkaland, Tammerfors)
Tiinansaari är en ö i Finland. Den ligger i sjön Ihanainen och i kommunen Pälkäne i den ekonomiska regionen Tammerfors och landskapet Birkaland, i den södra delen av landet, 140 km norr om huvudstaden Helsingfors. Öns area är 0,2 hektar och dess största längd är 130 meter i sydöst-nordvästlig riktning.